# Hans Julius Zassenhaus

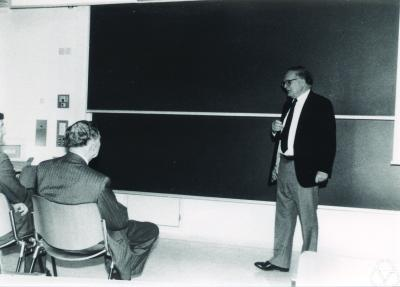
Hans Julius Zassenhaus aan het schoolbord.

Hans Julius Zassenhaus (Koblenz, 28 mei 1912 - Columbus, 21 november 1991) was een Duits wiskundige die bekend is door zijn vele werk in de abstracte algebra. Hij was een pionier van de computeralgebra.